# Proseč (district de Pelhřimov)
Pour les articles homonymes, voir Proseč.
Proseč (en allemand : Prosetsch) est une commune du district de Pelhřimov, dans la région de Vysočina, en République tchèque. Sa population s'élevait à 69 habitants en 2024.

## Géographie
Proseč se trouve à 5 km au sud-ouest de Humpolec, à 26 km au sud de Pelhřimov, à 44 km à l'ouest-sud-ouest de Jihlava à 155 km au sud-est de Prague.
La commune est limitée par Dolní Město au nord, par Řečice à l'est, par Budíkov au sud-est, par Humpolec au sud et par Horní Rápotice et Kaliště à l'ouest.

## Histoire
La première mention écrite de la localité date de 1391.

## Transports
Par la route, Proseč se trouve à 5 km de Humpolec, à 26 km de Pelhřimov, à 44 km de Jihlava à 155 km de Prague.